# Schwarzenbek
Schwarzenbek è una città di 16 940 abitanti dello Schleswig-Holstein, in Germania.

Appartiene al circondario (Kreis) del ducato di Lauenburg (targa RZ).

## Amministrazione

### Gemellaggi
- Cesenatico
- Zelzate
- Kapuvár
- Aubenas
- Delfzijl
- Sierre